# Antilia
Antilia je soukromý obytný komplex a mrakodrap nacházející se v jihozápadní Bombaji, na ulici Altamount Road. Budova je vysoká 173 metrů a má 27 pater. Budovu si nechal postavit Indický miliardář (v roce 2012 nejbohatší v Indii a 2. nejbohatší v Asii) Mukesh Ambani pro svou rodinu mezi roky 2006 až 2010. Rezidence má 37 161 metrů čtverečních, stojí na pozemku který má 4645 m², obstarává ji přibližně 600 služebníků.

## Vnitřek budovy
Uvnitř budovy se nachází divadlo pro 50 osob, taneční sál, několik bazénů, společenský sál, taneční studia, tělocvičny, svatyně, nebo například sněžná místnost, ve které se drží teplota pod -1 °C. Je zde také parkoviště pro 200 aut, několik heliportů.